# Dialekt prekmurski

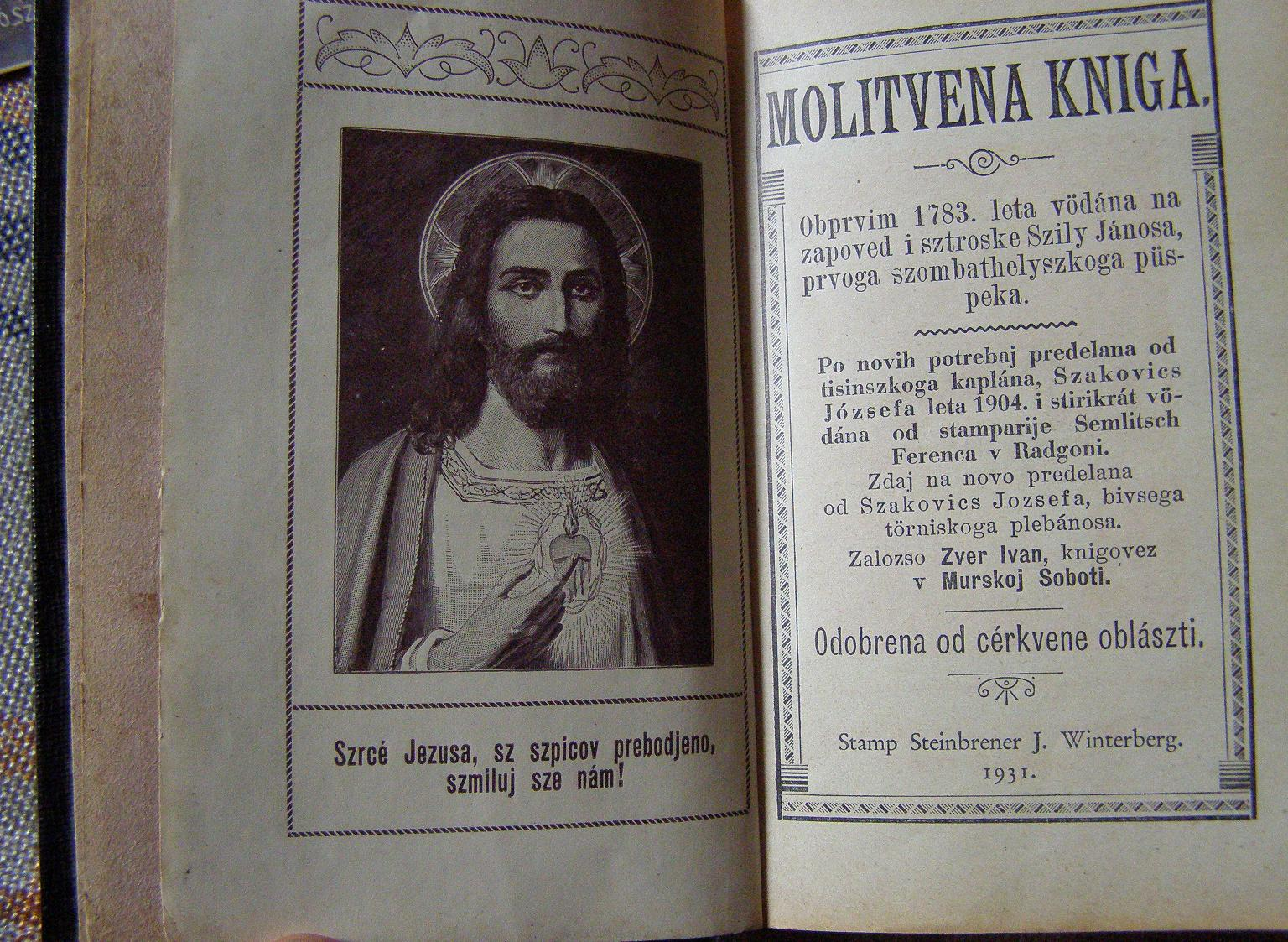
Prekmurski modlitewnik z 1931 roku

Dialekt prekmurski (słoweń. prekmursko narečje, prekmurščina, węg. vend nyelv „język wendyjski”, endonim: prekmürščina) – peryferyjny dialekt języka słoweńskiego należący do grupy dialektów panońskich, używany w regionie Prekmurje, w Słowenii oraz regionie Porabje na Węgrzech. Jest to najdalej wysunięty na północny wschód dialekt słoweński. Liczbę użytkowników szacuje się na około 80 tys. w Słowenii, 3–5 tys. na Węgrzech. Po prekmursku mówi się także w Austrii, jednak liczba użytkowników nie jest znana. Tradycyjne węgierskie określenie dialektu to węg. vend nyelv („język wendyjski”), mówiący po prekmursku nazywają swoją mowę prekmürski jezik, co różni się od ogólnosłoweńskiego określenia (prekmurščina).
W oparciu o dialekt prekmurski już w XVIII stworzono język literacki i wtedy też wydano pierwszą książkę prekmurską. Do 1918 roku był to język literacki Słoweńców węgierskich. Do 1920 był nauczany w szkołach a w kościołach pozostawał w użytku liturgicznym do 1946 roku.

## Alfabet prekmurski
Współczesny alfabet używany do zapisu dialektu prekmurskiego:
| a | á | b | c | č | d | e | é | ê | f | g | h | i | j | k | l | lj | m | n | nj | o | ô | ö | p | r | s | š | t | tj | u | ü | z | ž |
| A | Á | B | C | Č | D | E | É | Ê | F | G | H | I | J | K | L | Lj | M | N | Nj | O | Ô | Ö | P | R | S | Š | T | Tj | U | Ü | Z | Ž |

## Cechy językowe
Do charakterystycznych cech fonetyki dialektu prekmurskiego należą:
- przejście o pod cyrkumfleksem, nowym akutem, a także długiego *ǫ w dyftongiczne ou̯ (na północy ọu̯ lub au̯), np. nȍu̯č, kȍu̯ža, mȍu̯š < psł. *noťь, *koža, *mǫžь, słoweń. noč, koža, mož[4],
- przejście nieakcentowanego *ě w i, np. gnizdȍu̯ < psł. *gnězdo, słoweń. gnezdo[4],
- przejście ẹ w ö przez labializację w sąsiedztwie spółgłosek wargowych, np. vöra, päpöu̯ < psł. *věra, *pepelъ, słoweń. vera, pepel[4],
- podobnie przejście i w ü w sąsiedztwie spółgłosek wargowych, np. müva, vümän, sürmak wobec słoweń. midva ‘my dwaj’, vime ‘wymię’, siromak ‘biedak’[5],
- rozwój j w ď (w gwarach północnych i środkowych) i niekiedy dalej w ǵ, np. ďȁma, lidďē < psł. *jama, *ľudьje, por. słoweń. jama, ljudje[4],
- zachowanie ń, jednak w wygłosie nierzadko przechodzi ono w n, np. ọ̏gäń~ọ̏gän wobec słoweń. ogenj ‘ogień’[5],
- rozwój χ w spółgłoskę krtaniową lub przydech albo też całkowity zanik tego fonemu, np. lâd, grȁi̯ < psł. *xoldъ, gorxъ, por. słoweń. hlad, grah[4],
- rozwój prasłowiańskich grup *žǯ w žǯ, nie zaś w žj (jak w języku literackim i większości dialektów), np. däš(č), däžǯa, drožǯê wobec słoweń. dež, dežja, droži[4].

W morfologii charakterystyczna jest końcówka narzędnika liczby pojedynczej rzeczowników żeńskich -ov (-of), np. rȉbov ‘rybą’, słoweń. ribo.
Silny wpływ na rozwój dialektu prekmurskiego miał język węgierski, co ma odzwierciedlenie nie tylko w słownictwie, ale też w wokalizmie – w powstaniu zaokrąglonych ö i ü czy częściowej harmonii wokalicznej.

## Porównanie[potrzebnyprzypis]
| prekmurski         | literacki słoweński | serbsko-chorwacki | polski     |
| ------------------ | ------------------- | ----------------- | ---------- |
| jünec              | vol                 | vol               | wół        |
| vapno              | apno                | vapno             | wapno      |
| vüsta              | usta                | usta              | usta       |
| kopüšnice, malinja | malina              | malina            | malina     |
| vužganice, spice   | tekma               | utakmica          | mecz       |
| vküper             | skupaj              | zajedno/skupa     | razem      |
| gostüvanje         | ženitovanje         | svatba            | wesele     |
| istino             | res                 | istina            | prawda     |
| divojka            | dekle               | djevojka          | dziewczyna |

## Przykładowy tekst (Ojcze nasz)[potrzebnyprzypis]
Oča naš, ki si vu nebésaj!
Svéti se Ime tvoje.
Pridi králestvo tvoje.
Bojdi vola tvoja,
kak na nébi, tak i na zemli.
Krüha našega vsakdanéšnjega daj nam ga dnes.
I odpüsti nam duge naše,
kak i mi odpüščamo dužnikom našim.
I ne vpelaj nas vu sküšávanje.
Nego odslobodi nas od hüdoga. Amen.